# Relaciones España-Mauricio
Las relaciones España-Mauricio son las relaciones bilaterales entre estos dos países. Mauricio no tiene una embajada en España, pero su embajada en París, Francia, está acreditada para España. España no tiene tiene embajada en Mauricio pero su embajada en Pretoria, Sudáfrica, está acreditada para este país.

## Relaciones diplomáticas
España estableció relaciones diplomáticas con Mauricio el 30 de mayo de 1979. La Embajada de España ante Mauricio tiene residencia en Pretoria (Sudáfrica). La Embajada de Mauricio acreditada en España es su Embajada en París.
España ha participado activamente, a través de la Embajada de España en Pretoria, en los Diálogos Políticos celebrados entre la Unión Europea y las autoridades mauricianas.

## Relaciones económicas
Desde su independencia en 1968, Mauricio ha conocido un crecimiento importante, pasando de ser un país de bajos recursos a tener una de las mayores rentas per cápita del continente, con ingresos intermedios y una economía diversificada.
En la economía de Mauricio pesan importantes sectores como el azúcar (90% de los cultivos y 25% de las exportaciones), la pesca o el textil. Sin embargo, Mauricio ha orientado su economía hacia los servicios.

## Cooperación
Aunque Mauricio no es un país prioritario ni preferente dentro del Plan Director de la cooperación española, España está presente en los esfuerzos de cooperación a través de la que lleva a cabo la Unión Europea.